# Spice (песен)
Spice (от англ. „Подправка“, на японски: スパイス, ромаджи: Supaisu) е песен на японската момичешка група Парфюм – сингъл от третия студиен албум на триото – JPN – от 2011 година. Излиза на пазара на 2 ноември 2011 г. като пети последен сингъл от албума в Япония. Тя е написана, композирана, аранжирана и продуцирана от японския музикант и член на групата Capsule Ясутака Танака. Сингълът включва и песента Glitter (от англ. „Блясък“), която също присъства в албума, но като ремикс. В Европа и някои крайокеански страни е издаден за дигитално теглене на 19 юни 2013 г., а в Северна Америка – на 25 юни. От музикална гледна точка Spice спада към хауса.
При излизането си песента получава смесени отзиви от музикалните критици. Някои от тях я считат за един от най-добрите сингли от албума, докато други намират композицията ѝ за безинтересна. В Япония жъне успех, като се класира на второ място едновременно в класацията на „Орикон“ за сингли и в „Japan Hot 100“ към списание „Билборд“. Връчен ѝ е златен сертификат от Асоциацията на звукозаписната индустрия в Япония (RIAJ) за продадени 100 хил. екземпляра. Изпълнявана е по време на промоционалното турне „JPN“ на групата, а видеото, заснето към нея, е дело на Шимада Дайсуке.

## Видеоклип
Заснетият видеоклип към песента е режисиран от Шимада Дайсуке. Тоалетите на момичетата от обложката на албума може да се видят и в него. Клипът е качен на 27 октомври 2011 г. през официалния канал на Tokuma Japan Communications в YouTube, а няколко месеца по-късно, на 28 февруари 2012 – в официалния канал на триото.

### Сюжет
Видеото започва с няколко кадъра на маса за хранене, препълнена с неизядени сладкиши и малки розови украшения на птички. След това са показани момичетата, докато пеят първия куплет и танцуват на бежов фон. Припевът, който следва, е разделен на три сцени с всяко едно от тях. Първо е показана Кашиюка да лежи на пода с телефонен кабел в ръката; след нея Ночи стои около масата с нож и вилица в ръцете, а А~чан се намира под шкафче, държейки телефонна слушалка в лявата си ръка, докато жестикулира спрямо текста на песента с другата. По време на инструменталната част се виждат първоначално замъглени и постепенно фокусирани близки кадри на малък аквариум с плуващи в него рибки, а след него и на чаша с кръгли разноцветни бонбони.
Следва повторение на първия куплет със същите танци. Когато отново идва ред на припева, момичетата вече танцуват върху масата, като избутват с крак подносите със сладкиши върху нея и на пода. На следващия кадър А~чан е в легнало положение на масата, облегната на възглавница, като в дясната си ръка държи прозрачна чаша за вино с гърлото надолу. След нея Кашиюка балансира книга с ябълка върху нея на главата си, а Ночи слуша музика през слушалки, държейки вилица. Тогава тя забелязва малка врата под стол, отваря я и пред нея се разкрива малка зелена стаичка. В нея първоначално замъглена картина на гореспоменатата чаша с бонбони започва постепенно да се изяснява. Докато момичетата вкусват от тях, кремавите им рокли бавно започват да преливат в тези, с които са на обложката на сингъла. Отново започват да танцуват, този път в аквариума, заобиколени от бляскави светлини. На края на клипа девойките поглеждат през малката врата от страна на зелената стая и кадърът се измества към масата за хранене; малката чаша с бонбони се появява на бежов фон и клипът завършва.

## Промотиране и изпълнения на живо
Двете песни от сингъла в Япония са използвани за реклама и саундтрак към телевизионен сериал. Spice става саундтрак на драмата Sengyo Shufu Tantei (Домакиня детектив) на Tokyo Broadcasting System, а Glitter – реклама на японската компания Kirin. Ясутака Танака, продуцентът на групата, силно се повлиява от сериала, докато работи по Spice – за първи път предоставя саундтрак за него. Сингълът е изпълнен по време на турнето „JPN“ на групата, което излиза на DVD през средата на 2012 г. Песента е включена и в сборната винилова колекция Perfume: Complete LP Box, която излиза на пазара в началото на 2016 г.

## Песни
| CD сингъл (Япония) и дигитално теглене (Европа и САЩ) | CD сингъл (Япония) и дигитално теглене (Европа и САЩ) | CD сингъл (Япония) и дигитално теглене (Европа и САЩ) | CD сингъл (Япония) и дигитално теглене (Европа и САЩ) | CD сингъл (Япония) и дигитално теглене (Европа и САЩ) | CD сингъл (Япония) и дигитално теглене (Европа и САЩ) | CD сингъл (Япония) и дигитално теглене (Европа и САЩ) | CD сингъл (Япония) и дигитално теглене (Европа и САЩ) | CD сингъл (Япония) и дигитално теглене (Европа и САЩ) | CD сингъл (Япония) и дигитално теглене (Европа и САЩ) |
| №                                                     | Име                                                   | Време                                                 |                                                       |                                                       |                                                       |                                                       |                                                       |                                                       |                                                       |
| ----------------------------------------------------- | ----------------------------------------------------- | ----------------------------------------------------- | ----------------------------------------------------- | ----------------------------------------------------- | ----------------------------------------------------- | ----------------------------------------------------- | ----------------------------------------------------- | ----------------------------------------------------- | ----------------------------------------------------- |
| 1.                                                    | スパイス (Spice)                                      | 3:54                                                  |                                                       |                                                       |                                                       |                                                       |                                                       |                                                       |                                                       |
| 2.                                                    | Glitter                                               | 5:10                                                  |                                                       |                                                       |                                                       |                                                       |                                                       |                                                       |                                                       |
| 3.                                                    | スパイス (Spice) (Инструментал)                       | 3:54                                                  |                                                       |                                                       |                                                       |                                                       |                                                       |                                                       |                                                       |
| 4.                                                    | Glitter (Инструментал)                                | 5:10                                                  |                                                       |                                                       |                                                       |                                                       |                                                       |                                                       |                                                       |
| 18:08                                                 |                                                       |                                                       |                                                       |                                                       |                                                       |                                                       |                                                       |                                                       |                                                       |

| CD+DVD | CD+DVD                                 | CD+DVD | CD+DVD | CD+DVD | CD+DVD | CD+DVD | CD+DVD | CD+DVD | CD+DVD |
| №      | Име                                    | Време  |        |        |        |        |        |        |        |
| ------ | -------------------------------------- | ------ | ------ | ------ | ------ | ------ | ------ | ------ | ------ |
| 1.     | スパイス (Spice)                       | 3:54   |        |        |        |        |        |        |        |
| 2.     | Glitter                                | 5:10   |        |        |        |        |        |        |        |
| 3.     | スパイス (Spice) (Инструментал)        | 3:54   |        |        |        |        |        |        |        |
| 4.     | Glitter (Инструментал)                 | 5:10   |        |        |        |        |        |        |        |
| 5.     | スパイス (Spice) (Официален видеоклип) | 5:22   |        |        |        |        |        |        |        |
| 23:30  |                                        |        |        |        |        |        |        |        |        |

## Състав
- Аяка Нишиуаки (А~чан) – вокал
- Аяно Омото (Ночи) – вокал
- Юка Кашино (Кашиюка) – вокал
- Ясутака Танака – продуцент, композитор, аранжор, миксиране и мастериране
- Шимада Дайсуке – видео режисьор
- Tokuma Japan Communications – звукозаписна компания

## Класиране и сертификати

### Седмично класиране
| Класация (2011)             | Позиция |
| --------------------------- | ------- |
| Japan Daily Chart (Орикон)  | 2       |
| Japan Weekly Chart (Орикон) | 2       |
| Japan Montly Chart (Орикон) | 4       |
| Japan Yearly Chart (Орикон) | 82      |
| Japan Hot 100 (Билборд)     | 2       |

| Държава | Сертификат | Продадени екземпляри |
| ------- | ---------- | -------------------- |
| Япония  | Златен     | Над 100 000          |

## Ред на издаване
| Държава        | Дата              | Формат                              | Звукозаписна компания                             |
| -------------- | ----------------- | ----------------------------------- | ------------------------------------------------- |
| Япония         | 2 ноември 2011 г. | CD (+DVD) сингъл, дигитално теглене | Tokuma Japan Communicaitons Universal Music Japan |
| Австралия      | 19 юни 2013 г.    | Дигитално теглене                   | Universal Music Japan                             |
| Нова Зеландия  | 19 юни 2013 г.    | Дигитално теглене                   | Universal Music Japan                             |
| Великобритания | 19 юни 2013 г.    | Дигитално теглене                   | Universal Music Japan                             |
| Германия       | 19 юни 2013 г.    | Дигитално теглене                   | Universal Music Japan                             |
| Ирландия       | 19 юни 2013 г.    | Дигитално теглене                   | Universal Music Japan                             |
| Франция        | 19 юни 2013 г.    | Дигитално теглене                   | Universal Music Japan                             |
| Испания        | 19 юни 2013 г.    | Дигитално теглене                   | Universal Music Japan                             |
| Тайван         | 19 юни 2013 г.    | Дигитално теглене                   | Universal Music Japan                             |
| САЩ            | 25 юни 2013 г.    | Дигитално теглене                   | Universal Music Japan                             |
| Канада         | 25 юни 2013 г.    | Дигитално теглене                   | Universal Music Japan                             |

|  | Тази страница частично или изцяло представлява превод на страницата Spice (Perfume song) в Уикипедия на английски. Оригиналният текст, както и този превод, са защитени от Лиценза „Криейтив Комънс – Признание – Споделяне на споделеното“, а за съдържание, създадено преди юни 2009 година – от Лиценза за свободна документация на ГНУ. Прегледайте историята на редакциите на оригиналната страница, както и на преводната страница, за да видите списъка на съавторите. ВАЖНО: Този шаблон се отнася единствено до авторските права върху съдържанието на статията. Добавянето му не отменя изискването да се посочват конкретни източници на твърденията, които да бъдат благонадеждни. |